# 세계 7대 자연경관
세계 7대 자연경관(New7Wonders of Nature)은 국제사설단체인 뉴세븐원더스 재단 명의로 재단설립자인 버나드 웨버 소유의 사기업인 뉴오픈월드코퍼레이션(NOWC)이 주관한 상업성 캠페인으로, 누구나 투표에 참여할 수 있으며 인터넷이나 전화로 무제한 중복 투표할 수 있었다. 2007년부터 440곳의 후보로 시작하여 2011년 11월 11일에 최종 후보 28곳 중에 최종 7곳이 선정되었다.

## 세계 7대 자연경관 선정 지역
지역은 다음과 같다.
| 후보                    | 국가                                                                                      | 사진 |
| ----------------------- | ----------------------------------------------------------------------------------------- | ---- |
| 아마존 우림             | 볼리비아, 브라질, 콜롬비아, 에콰도르, 프랑스령 기아나, 가이아나, 페루, 수리남, 베네수엘라 |      |
| 하롱 만                 | 베트남                                                                                    |      |
| 이구아수 폭포           | 아르헨티나, 브라질                                                                        |      |
| 제주도                  | 대한민국                                                                                  |      |
| 테이블 산               | 남아프리카 공화국                                                                         |      |
| 코모도 국립공원         | 인도네시아                                                                                |      |
| 푸에르토프린세사 지하강 | 필리핀                                                                                    |      |

## 28곳 후보
| 후보                             | 국가                                                                                      | 사진 |
| -------------------------------- | ----------------------------------------------------------------------------------------- | ---- |
| 아마존 우림                      | 볼리비아, 브라질, 콜롬비아, 에콰도르, 프랑스령 기아나, 가이아나, 페루, 수리남, 베네수엘라 |      |
| 앙헬 폭포                        | 베네수엘라                                                                                |      |
| 펀디만                           | 캐나다                                                                                    |      |
| 검은숲                           | 독일                                                                                      |      |
| Bu Tinah Shoals                  | 아랍에미리트                                                                              |      |
| 모허 절벽                        | 아일랜드                                                                                  |      |
| 사해                             | 이스라엘, 요르단                                                                          |      |
| El Yunque                        | 미국                                                                                      |      |
| 갈라파고스 제도                  | 에콰도르                                                                                  |      |
| 그랜드 캐니언                    | 미국                                                                                      |      |
| 그레이트배리어리프               | 오스트레일리아                                                                            |      |
| 하롱 만                          | 베트남                                                                                    |      |
| 이구아수 폭포                    | 아르헨티나, 브라질                                                                        |      |
| 제이타 동굴                      | 레바논                                                                                    |      |
| 제주도                           | 대한민국                                                                                  |      |
| 킬리만자로 산                    | 탄자니아                                                                                  |      |
| 코모도 국립공원                  | 인도네시아                                                                                |      |
| 몰디브                           | 몰디브                                                                                    |      |
| 마수리안 호수                    | 폴란드                                                                                    |      |
| 마터호른 산                      | 이탈리아, 스위스                                                                          |      |
| 밀퍼드 사운드                    | 뉴질랜드                                                                                  |      |
| 이화산                           | 아제르바이잔                                                                              |      |
| 푸에르토프린세사 지하강 국립공원 | 필리핀                                                                                    |      |
| 슌도르본                         | 방글라데시, 인도                                                                          |      |
| 테이블 산                        | 남아프리카 공화국                                                                         |      |
| 울루루                           | 오스트레일리아                                                                            |      |
| 베수비오 산                      | 이탈리아                                                                                  |      |
| 위산                             | 중화 타이베이 ( 중화민국)                                                                 |      |

## 비판
- 뉴세븐원더스 재단은 무료 인터넷 전화 스카이프가 차단된 비싼 아프리카와 카리브해의 작은 섬나라들 전화번호로 국제전화비 수익을 챙기고 있었다.[1]
- 뉴세븐원더스 재단은 후보에 오른 나라들에게 비상식적인 금전 요구를 해서 잡음을 일으키기도 하였다.[2][3]
- 인도네시아 정부는 뉴세븐원더스의 신뢰성에 의문을 제기하며 코모도섬을 세계 7대 경관 후보에서 공식 철회하였다.[4][5]

- 투표 결과와 관련된 어떠한 데이터도 공개하지 않은 채 후보 별 최종 득표수도 알려주지 않고 7개 선정지를 발표하였다.[6]

- 누구나 중복해서 무제한으로 투표를 할 수 있도록 하고 있어 유네스코(UNESCO)와 <뉴욕타임스> 등 국제 사회로부터 비과학적인 선정방식이라는 비판을 받은 바 있다.[7]

- 조사를 주관하는 ‘뉴세븐원더스(New 7 Wonders of the World)’라는 단체는 지난 2000년 6월 스위스 중부에 있는 인구 14만4천의 슈비츠(Schwyz)주에서 버나드 웨버(Bernard Weber)라는 사람이 만든 민간단체이다. 국제기구나 스위스 정부로부터 이번 조사에 대한 어떠한 공식적인 인증도 받지 않은 개인이 운영하는 민간단체로, 인도네시아의 종합매거진 '템포'는 스위스에 주재하는 인도네시아 외교관의 말을 인용해 ‘뉴세븐원더스’는 세계 7대 자연경관 선정과 같은 타이틀을 수여할 자격을 갖추었다고 볼 수 없는 단체라고 보도했다.[7]

## 방송
- 제주 '세계 7대 자연경관 의혹의 실체는? 추적 60분 2012년 1월 25일

## 같이 보기
- 새로운 세계 7대 불가사의
- 세계의 불가사의